# Los Ybanez
La ville de Los Ybanez est située dans le comté de Dawson, dans l’État du Texas, aux États-Unis. Sa population s’élevait à 19 habitants lors du recensement de 2010.
Selon le Bureau du recensement des États-Unis , la ville a une superficie totale de 0,2 mile carré (0,26 km 2 ), le tout terrestre.

## Source
- (en) Cet article est partiellement ou en totalité issu de l’article de Wikipédia en anglais intitulé « Los Ybanez, Texas » (voir la liste des auteurs).